# 301 î.Hr.

## Evenimente
- Bătălia de la Ipsus. Bătălie desfășurată la Ipsus, în Frigia, soldată cu înfrângerea lui Antigonos I Monophthalmos de către Lisimah al Traciei.

## Nașteri
- dată necunoscută: Mnaseas  (d. ?)

## Decese
- dată necunoscută: Antigonus Monophthalmus  (n. 382 î.Hr.)
- dată necunoscută: Diotima filosoafă greacă (n. ?)
- dată necunoscută: Asclepiade din Samos  (n. 320 î.Hr.)
- dată necunoscută: Hegesias din Cirene  (n. ?)
- dată necunoscută: Euridice (Dinastia Ptolemeică)  (n. ?)
- dată necunoscută: Aristillus din Samos astronom din Samos (n. ?)
- dată necunoscută: Dromihete Rege al geților (n. ?)